# Araucaria scopulorum
Araucaria scopulorum (араукарія скельна) — вид хвойних рослин родини араукарієвих.

## Поширення, екологія
Цей вид обмежується двома основними областями на північному заході й центральному північно-східному узбережжі Нової Каледонії. Росте на висотах від 5 до 600 м. Цей вид обмежується чагарниками макі на крутих кам'янистих схилах і грядах з видом на море.

## Морфологія
Дерево 4–20 м заввишки, з овальною кроною. Кора відлущується на тонкі смужки, світло-сіра, майже біла. Молоді гілки розлогі. Молоді листки голчасті, 7 мм довжиною, вигнуті всередину. Дорослі листки черепицясті, яйцюваті, жилки помітні, лускоподібні, вершина злегка вигнута, 3–4 мм довжиною 2,5–3 мм шириною. Чоловічі шишки циліндричні, кручені, 3–5 см довжиною 7–11 мм шириною, мікроспорофіли трикутні. Жіночі шишки невидні. Насіння до 3 см довжиною, з довгастими горішками з подовженим кінчиком, крила широко загострені.

## Загрози та охорона
Поширення збігається з нікелевими гірничорудними районами і багато субпопуляцій знаходяться в або поруч з активними нікелевими шахтами. Усі субпопуляції знаходяться за межами охоронних територій.